# Gigantomachie
Ne doit pas être confondu avec Titanomachie.
 (novembre 2015).

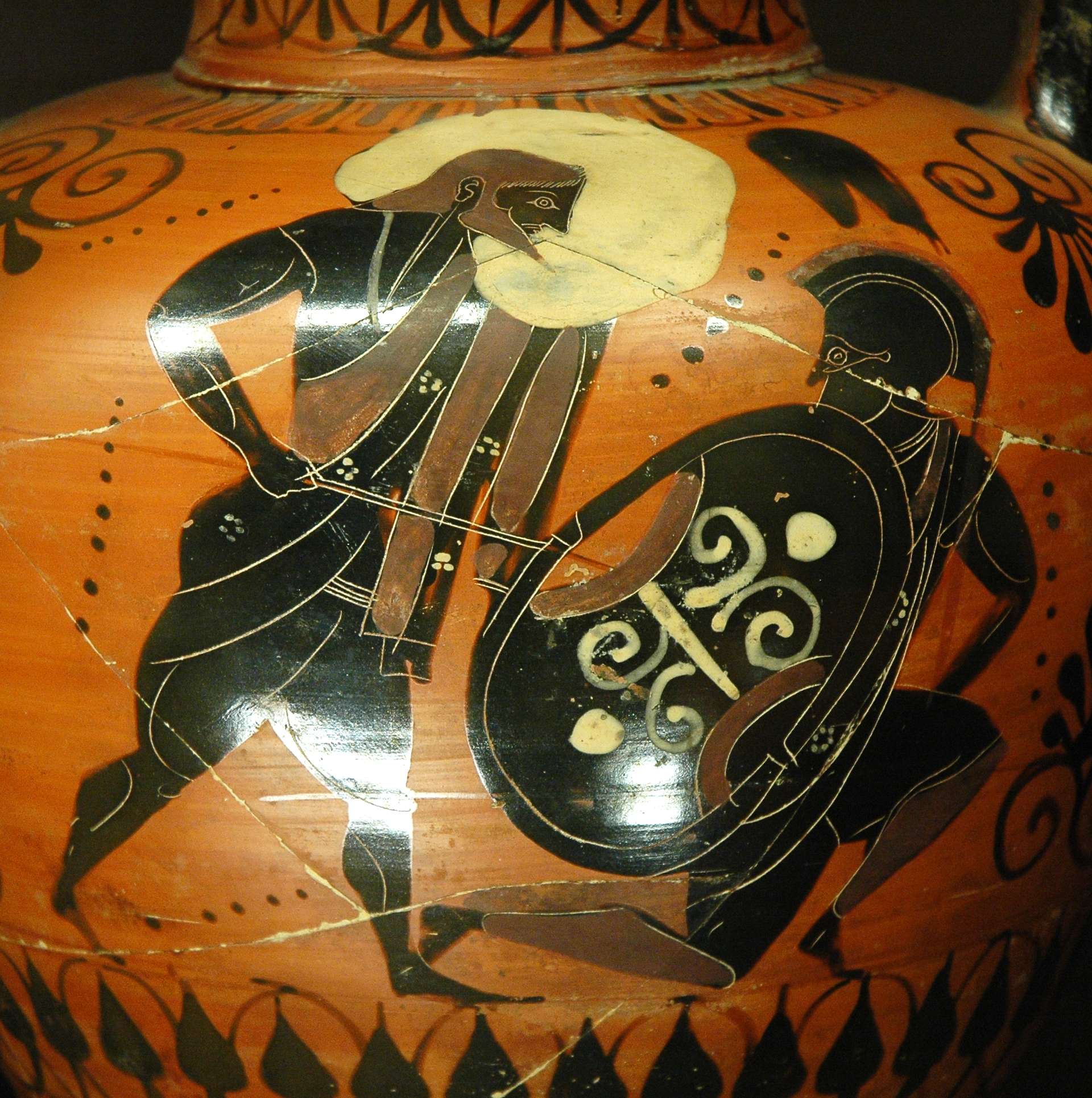
Poséidon affrontant Polybotès, amphore à col attique à figures noires du Peintre de la Balançoire, vers 540-430 avJC, musée du Louvre.

La Gigantomachie, littéralement « combat contre les Géants » (du grec ancien Γιγαντομαχία / Gigantomakhía, de Γίγας / Gígas, « Géant », et μαχη / makhê, « bataille »), est un épisode de la prise de pouvoir de Zeus, déjà vainqueur des Titans lors de la Titanomachie.

## Le mythe grec

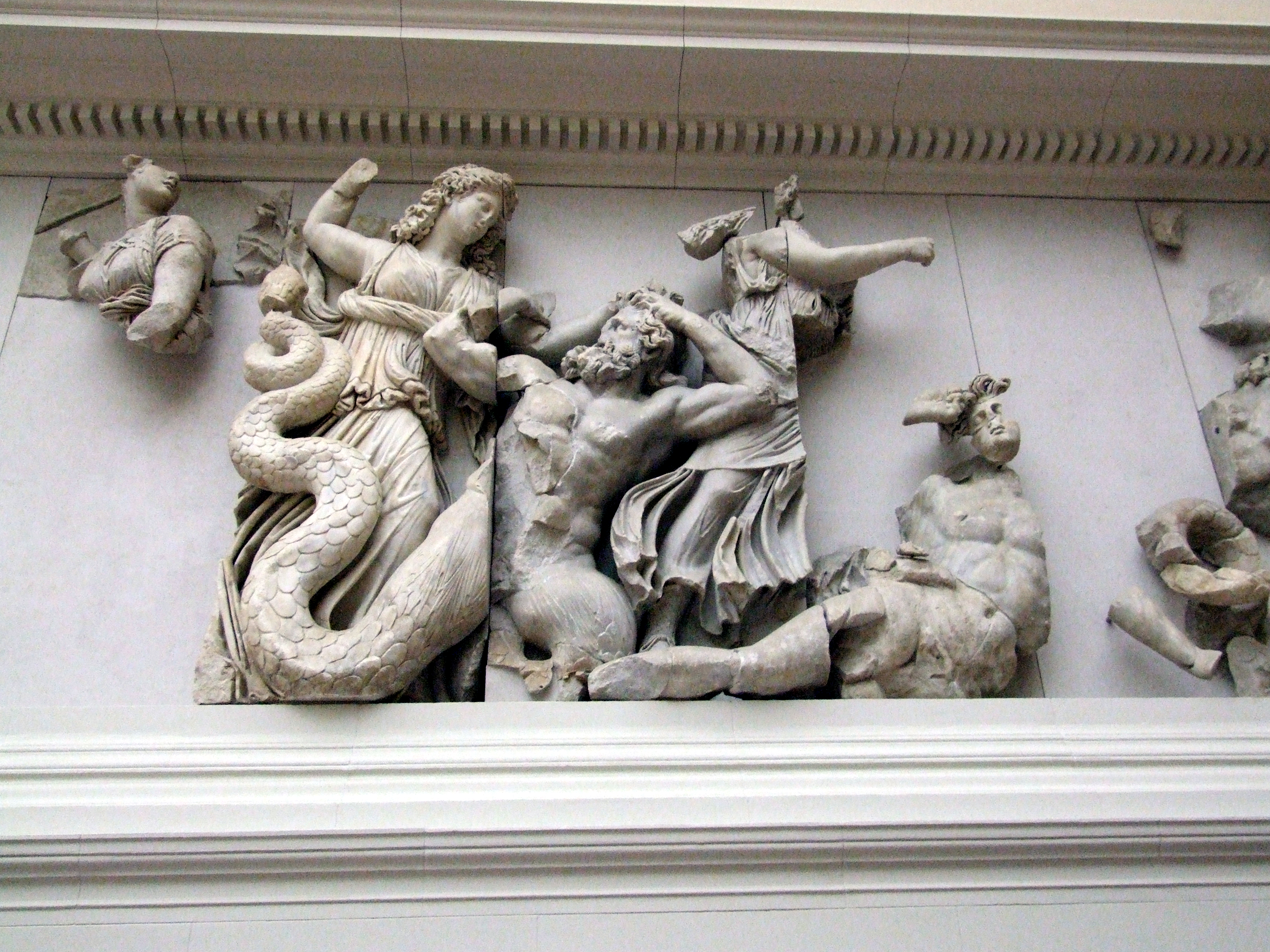
Les Moires tuant Agrios et Thoas, détail de frise de la Gigantomachie du grand autel de Pergame,, musée de Pergame (Berlin).

### Sources littéraires
On ne trouve que peu d'allusions à la Gigantomachie dans les sources archaïques : ni Homère, ni Hésiode ne la mentionnent explicitement. Homère se borne à indiquer qu'Eurymédon « perd son peuple impie et se perd lui-même », référence possible à une lutte et Hésiode, qu’« Héraclès s'est illustré parmi les immortels, » ; quant au Catalogue des femmes (ou « Éhées »), de la même période, évoquant le saccage de Troie et de Cos par Héraclès, il fait allusion à l'exécution par le héros de « Géants présomptueux. » On trouve un peu plus loin une autre allusion probable à la Gigantomachie lorsque Zeus proclame Héraclès « rempart contre la ruine des dieux et des hommes. »
Au début du Ve siècle av. J.-C., le poète Pindare donne quelques détails sur ce combat des Géants contre les dieux de l'Olympe. Il le situe « dans la plaine de Phlegra » et chante une prédiction de Tirésias selon laquelle Héraclès tuera les Géants « par une volée de ses flèches. » Il invoque Héraclès : « Toi qui a soumis les Géants », et dit que Porphyrion, le roi des Géants, a été vaincu par l'arc d'Apollon. Dans sa pièce Hercule Furieux, Euripide décrit le héros frappant les Géants de ses traits, et dans Ion, le chœur évoque une représentation de la Gigantomachie dans le Temple d'Apollon (Delphes), où Athéna combat Encélade avec son bouclier à la gorgone ; où Zeus frappe de son foudre le Géant Mimas, et où Dionysos tue un autre géant avec son thyrse
. Apollonius de Rhodes (IIIe siècle av. J.-Chr.) décrit brièvement une scène où Hélios emporte Héphaïstos, épuisé par le combat, sur son char.
Mais le récit le plus détaillé de la Gigantomachie est l'œuvre du Pseudo-Apollodore, un mythographe des premiers siècles de l'ère chrétienne. Aucune des sources anciennes n'explique les raisons de cette guerre ; tantôt une glose à l’Iliade évoque le viol d’Héra par Eurymédon, tantôt une glose à l'ode 6 des Isthmiques de Pindare cite le vol des troupeaux d'Hélios par le géant Alcyon. Apollodore, qui mentionne aussi le vol du troupeau d'Helios, suggère que la cause de la guerre est la vengeance d’une mère : Gaia aurait enfanté les Géants pour venger les Titans (eux-mêmes vaincus et jetés dans les chaînes par les dieux de l'Olympe).

### Les causes de l'affrontement
Zeus, vainqueur de la Titanomachie, a enfermé les Titans dans le Tartare. Gaïa, leur mère, se montre outrée et déclare la guerre aux dieux de l'Olympe. Elle envoie ses fils, les Géants, au combat.

### Les préparatifs
L'agression de Gaïa ne survient pas directement après l'affront. Zeus peut donc s'y préparer. Comme les Géants ne pouvaient être tués que par à la fois un dieu et un mortel, Zeus engendre Héraclès.
Gaïa fait pousser une herbe rendant ses enfants invisibles aux yeux des humains et immortels sous leurs coups. Au fait de la situation, Zeus empêche Hélios (le Soleil), Séléné (la Lune) et Éos (l'Aurore) de se lever avant qu'il ne découvre lui-même l'herbe aux effets magiques.

### L'affrontement

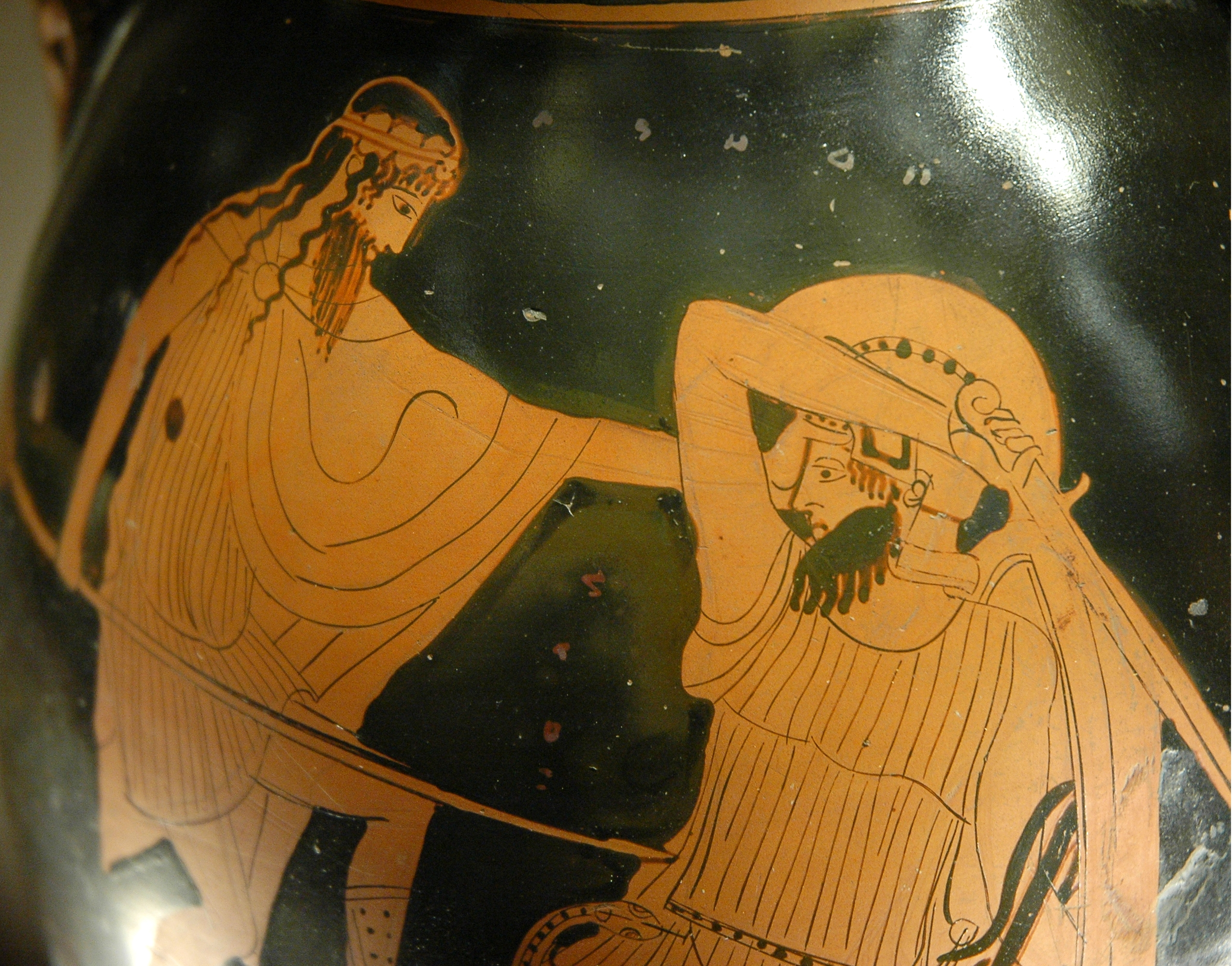
Dionysos combattant un Géant durant la Gigantomachie, pélikè attique à figures rouges, vers 460 avJC, musée du Louvre.

Le champ de bataille se situe là où habitent les Géants, à savoir la Phlégra (« terre ardente »). Les chefs de file sont Eurymédon, Alcyonée et Porphyrion.
Les dieux rassemblés essuient un premier assaut. Les Géants s'avancent brandissant des torches faites de troncs de chênes et catapultant des pics et des rochers.
Les combats :
- Agrios est tué par les Moires armées de leurs massues de bronze ;
- Alcyonée est tué par Héraclès. Le géant n'étant immortel que sur sa terre natale, Héraclès le traîne loin de sa patrie et le perce d'une de ses flèches empoisonnées ;
- Alpos est tué par Dionysos ;
- Aristée est le seul à survivre grâce à Gaïa qui le transforme en coléoptère ;
- Astréos est tué ;
- Clytios est brûlé par les torches infernales d'Hécate ou par le fer chauffé d'Héphaïstos ;
- Damysos, le plus rapide des géants, est tué par Héraclès ;
- Égéon est abattu par les flèches d'Artémis ;
- Encelade déserte le champ de bataille, Zeus l'écrase en lui projetant l'île de Sicile sous laquelle il reste emprisonné. Son haleine de feu sort de l'Etna ;
- Éphialtès est tué d'une flèche dans chaque œil et une en plein cœur, l'une décochée par Apollon, l'autre par Héraclès[Quoi ?] ;
- Eurymédon, le chef des géants, est envoyé dans le Tartare par Zeus ;
- Eurytos est tué par Dionysos avec l'aide de son thyrse ;
- Gration est abattu par les flèches d'Artémis ;
- Hippolyte est terrassé par Hermès couronné de la kunée, le casque d'Hadès qui rend invisible.
- Hoplodamos est tué ;
- Mimas est enseveli par Héphaïstos sous une masse de métal en fusion dont il reste prisonnier (le Vésuve) où Arès le tue de ses propres mains ;
- Molios est tué par Hélios ; son sang versé donne naissance à l'herbe magique Moly ;
- Mylinos est vaincu en Crète par Zeus ;
- Otos est tué ;
- Pallas est tué par Athéna qui l’ensevelit sous un rocher. Héraclès lui porte le coup final. La déesse l'écorche et revêt sa peau comme une armure ;
- Pélorée affronte Dionysos ;
- Phœtios est tué par Héra ;
- Polybotès est enseveli par Poséidon qui l'écrase avec un morceau de l'île de Cos qui devient une nouvelle île : Nisyros ;
- Porphyrion, atteint d'une flèche d'Éros, tente de violer Héra. Zeus le foudroie et il est achevé d'un trait empoisonné lancé par Héraclès ;
- Thoas est tué par les Moires armées de leurs massues de bronze.

## Représentation
La gigantomachie constitue un thème iconographique très populaire dans la Grèce antique. La plus monumentale représentation est la frise extérieure du Grand Autel de Pergame.